# Interruptiemicrofoon

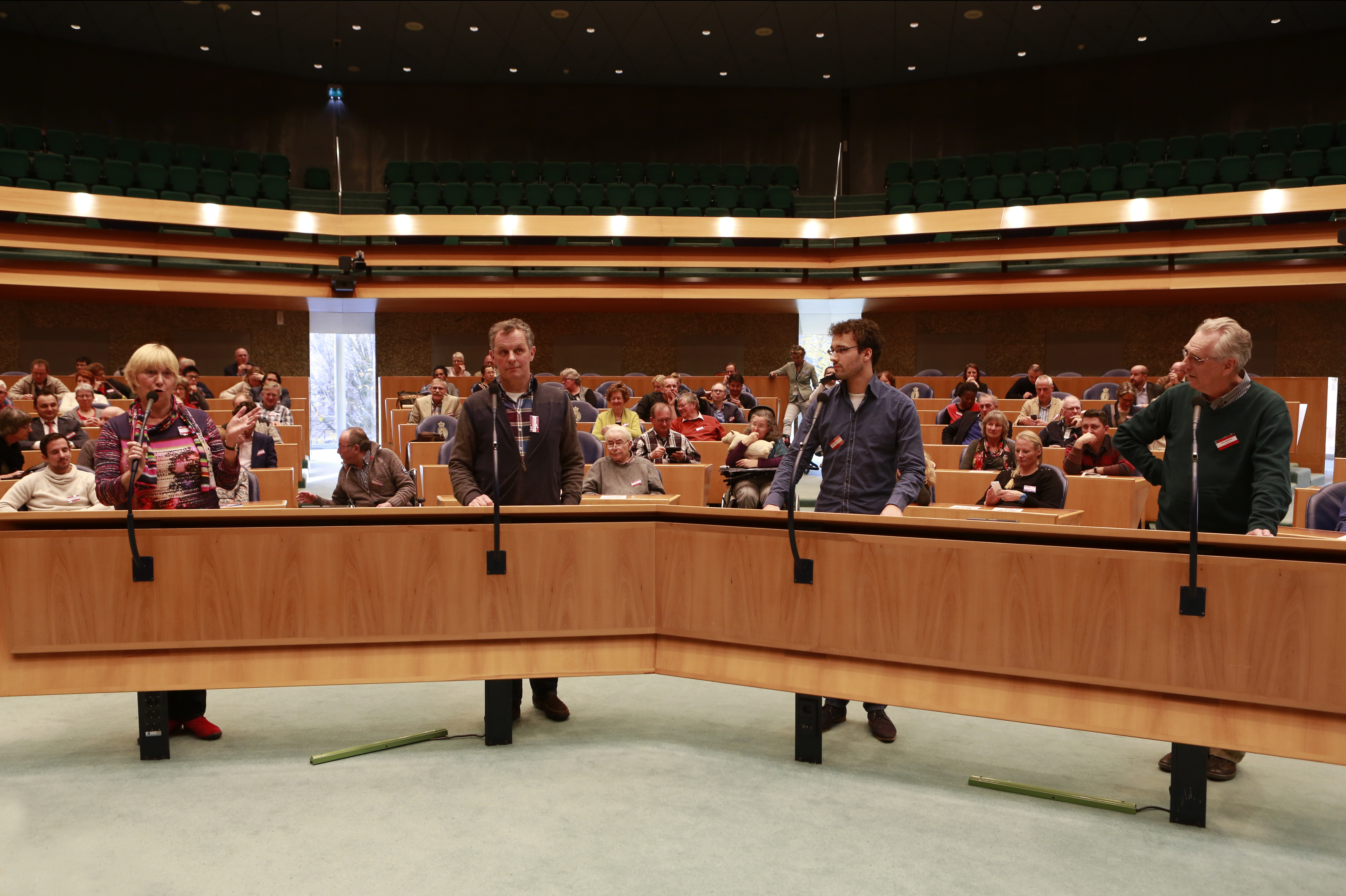
Interruptiemicrofoons in de Tweede Kamer

Een interruptiemicrofoon is in een vergaderruimte een microfoon die is bedoeld om de spreker te onderbreken.
Doorgaans beschikken zowel de spreker als de voorzitter van de vergadering over een eigen microfoon, of zij delen er een die zij afwisselend gebruiken. Andere deelnemers kunnen daarover dan moeilijker beschikken, en om hun toch de gelegenheid tot deelname aan het debat te geven, stelt men op een centraal punt een of meer interruptiemicrofoons op.

## Vergadertechnische regels
Interruptie is niet altijd toegestaan. Doorgaans dient de voorzitter hiervoor toestemming te geven, en hij of zij kan ook de onderbrekende deelnemer het woord weer ontnemen. Als de vergaderruimte een vaste opstelling kent, met een vaste plaats voor de interruptiemicrofoon, beschikt de voorzitter veelal over een knop waarmee de microfoon wordt geactiveerd of juist uitgeschakeld. In eerste instantie zal worden gepoogd de gebruiker met zachtere middelen het woord te ontnemen.
Overigens kan de interruptiemicrofoon zelf zo'n push to talk-knop hebben: een knop die moet worden ingedrukt, wil men verstaanbaar kunnen zijn.
Ook de spreker die eigenlijk aan het woord is, kan er zeggenschap over hebben of de interruptiemicrofoon op een bepaald moment mag worden gebruikt. Hij kan er de voorkeur aan geven eerst zijn betoog voort te zetten, of het zelfs geheel af te ronden.

## Inhoudelijke regels
De regels die aan een interruptie worden gesteld, kunnen van vergadering tot vergadering verschillen; zij zijn een kwestie van de vergaderorde. Doorgaans dient een interruptie kort en ter zake te zijn. Hij die interrumpeert, dient op het onderwerp in te gaan dat door de spreker wordt besproken, en zich te beperken tot korte commentaar of tot een vraag om verduidelijking.
De interruptiemicrofoon is niet bedoeld als instrument om een zelfstandige toespraak of standpuntverklaring mogelijk te maken; daartoe dient de centrale microfoon, als men aan de beurt is het woord te voeren. 